# Martiodendron mediterraneum
Martiodendron mediterraneum är en ärtväxtart som först beskrevs av George Bentham, och fick sitt nu gällande namn av R.C.Koeppen. Martiodendron mediterraneum ingår i släktet Martiodendron och familjen ärtväxter. Inga underarter finns listade i Catalogue of Life.